# دیوریغی
دیوریغی (به ترکی استانبولی: Divriği) شهری است در کشور ترکیه که در استان سیواس واقع شده‌است. جمعیت این شهر بر اساس سرشماری سال ۲۰۰۸ میلادی ۱۱٬۳۸۸ نفر و بر اساس برآوردهای سال ۲۰۰۹ میلادی ۱۰٬۷۹۶ نفر می‌باشد.